# Southwest Airlines
Southwest Airlines NYSE : LUV (Code IATA : WN ; code OACI : SWA) est la première compagnie aérienne à bas prix américaine et au monde, fondée le 18 juin 1971, à Dallas, au Texas par Rollin King et Herb Kelleher.

## Histoire
Southwest Airlines succéda en 1971 à Air Southwest. La compagnie fit son premier vol le 18 juin 1971 entre l'aéroport de Dallas Lilare Field et San Antonio.
Southwest Airlines s'est illustrée dans le monde du transport aérien pour l'uniforme de ses hôtesses en hotpants (surnommées les "Love Birds") en 1971, comme l'indiquait dans la campagne le slogan « Quelqu'un d'autre qui vous aime »,.
En 1974, à la suite d'une grave crise de trésorerie, la compagnie lance un vaste programme de gains de productivité (début du low-cost).
Depuis les années 1980, la compagnie s'est fortement développée grâce à l'accroissement de son réseau mais également grâce à différentes acquisitions (Morris Air, TranStar Airlines, ATA Airlines) faisant d'elle en 2010 le premier transporteur aérien américain (101 millions de passagers) avec plus de 3 200 vols quotidiens.
Le 27 septembre 2010, Southwest annonce l'acquisition de la compagnie AirTran Airways. Cette acquisition a porté sa flotte à 685 appareils.
Le 17 février 2025, Southwest annonce la suppression d'environ 15 % de ses effectifs, sa première large vague de licenciements, afin de réaliser des économies de 210 millions de dollars en 2025 puis 300 millions en 2026.

## Destinations
En février 2016, Southwest Airlines desservait 97 villes dans 41 États des États-Unis, à Porto Rico, au Mexique, l'Amérique centrale et les Caraïbes.

## Flotte

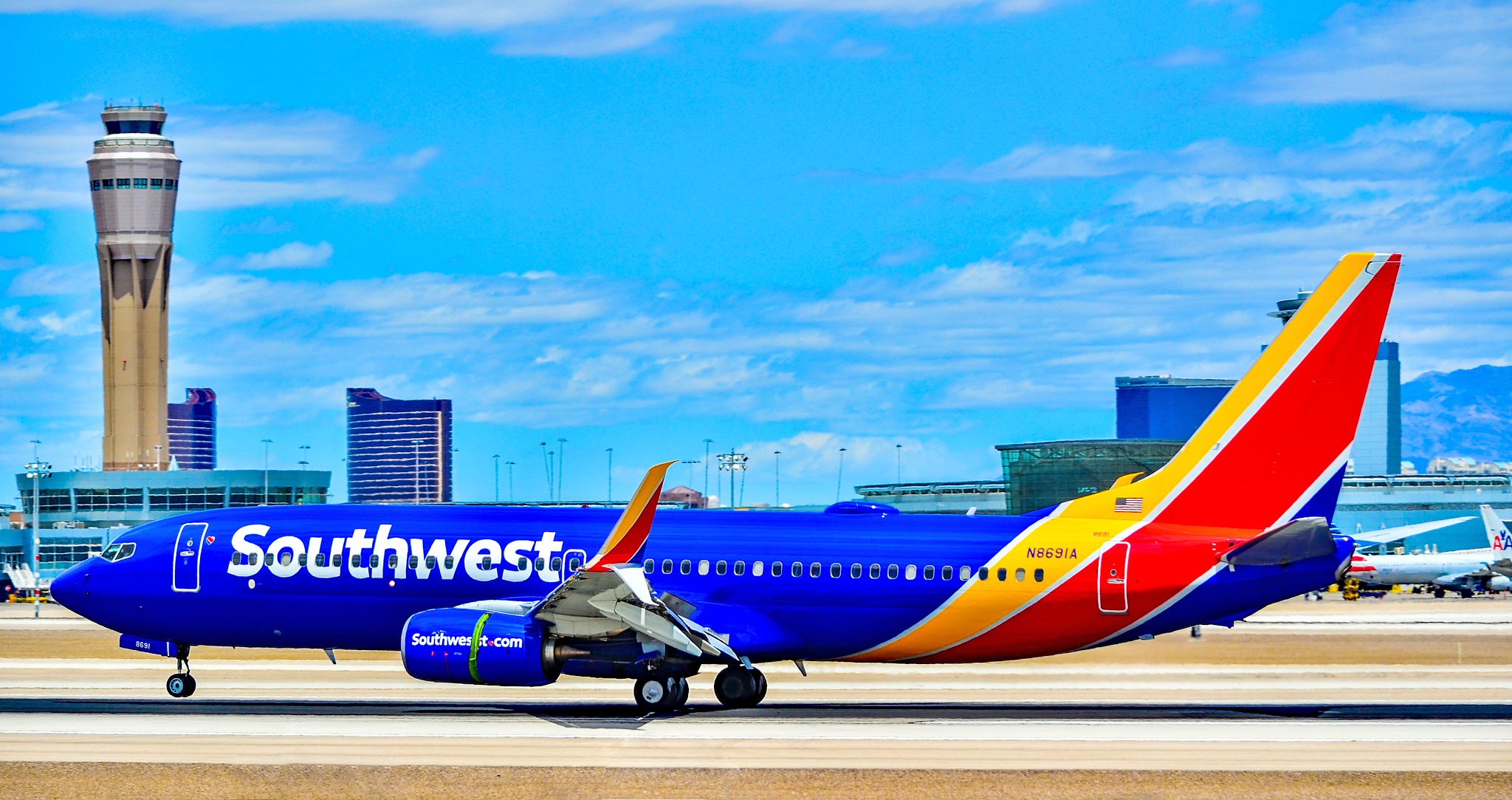
Boeing 737-8H4 (N8691A) de Southwest Airlines à Las Vegas.

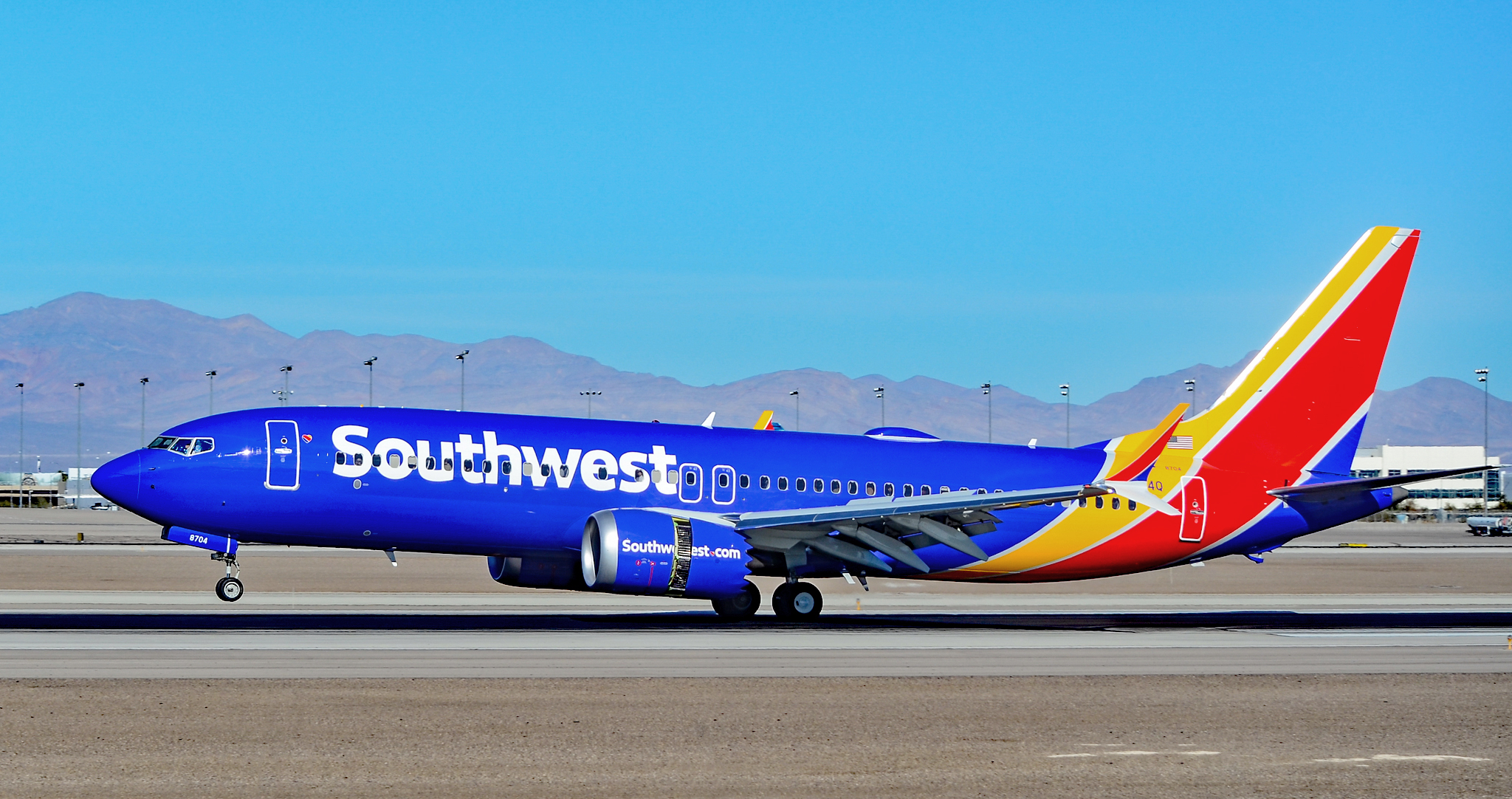
Boeing 737-8 MAX (N8704Q) de Southwest Airlines.

En mai 2025, les appareils suivants sont en service au sein de la flotte de Southwest Airlines. Elle possède la plus grande flotte au monde de Boeing 737.

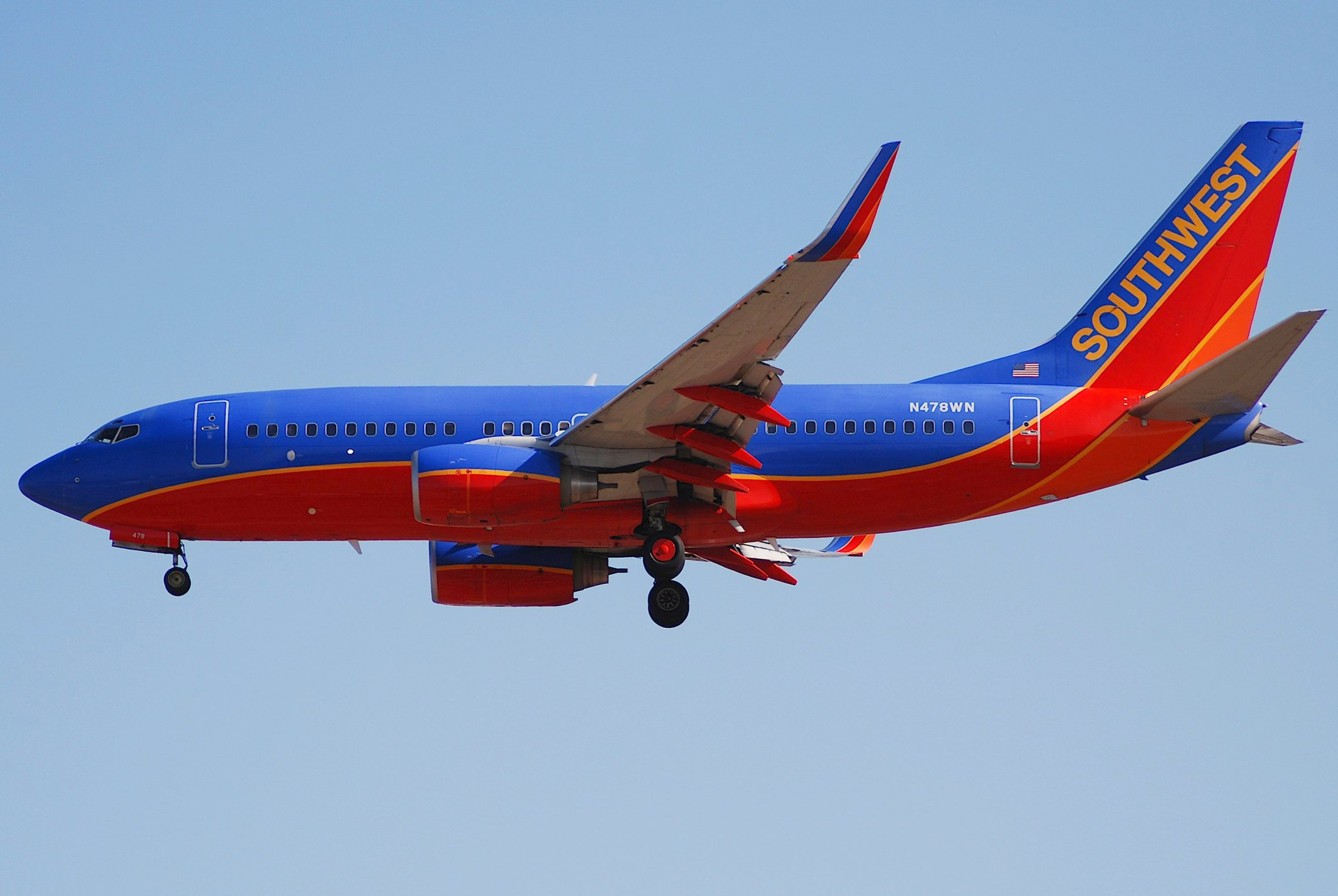
Boeing 737-700 de Southwest en approche à l'aéroport international de Los Angeles.

## Incidents
- Vol 1248 — Chicago Midway, Illinois (É.-U.), 8 décembre 2005 - Sortie de piste
- Vol 2294 — Charleston, Virginie-Occidentale (É.-U.), 13 juillet 2009 - Trou dans le fuselage
- Vol 812 — Yuma, Arizona (É.-U.), 1er avril 2011 - Trou dans le fuselage[10]
- Vol 345 — New York-LaGuardia, New York (É.-U.), 22 juillet 2013 - Rupture du train d'atterrissage[11]
- Vol 3472 — Pensacola, Floride (É.-U.), 27 août 2016 - Panne moteur[12]
- Vol 1380 — Philadelphia, Pennsylvanie (É.-U.), 17 avril 2018 - Panne moteur[13] - Pilote : Tammie Jo Shults
- Vol 8701 — Orlando, Floride (É.-U.), 26 mars 2019 - Avarie moteur[14] sur le 737 Max 8 immatriculé N8712L[15].

## Galerie

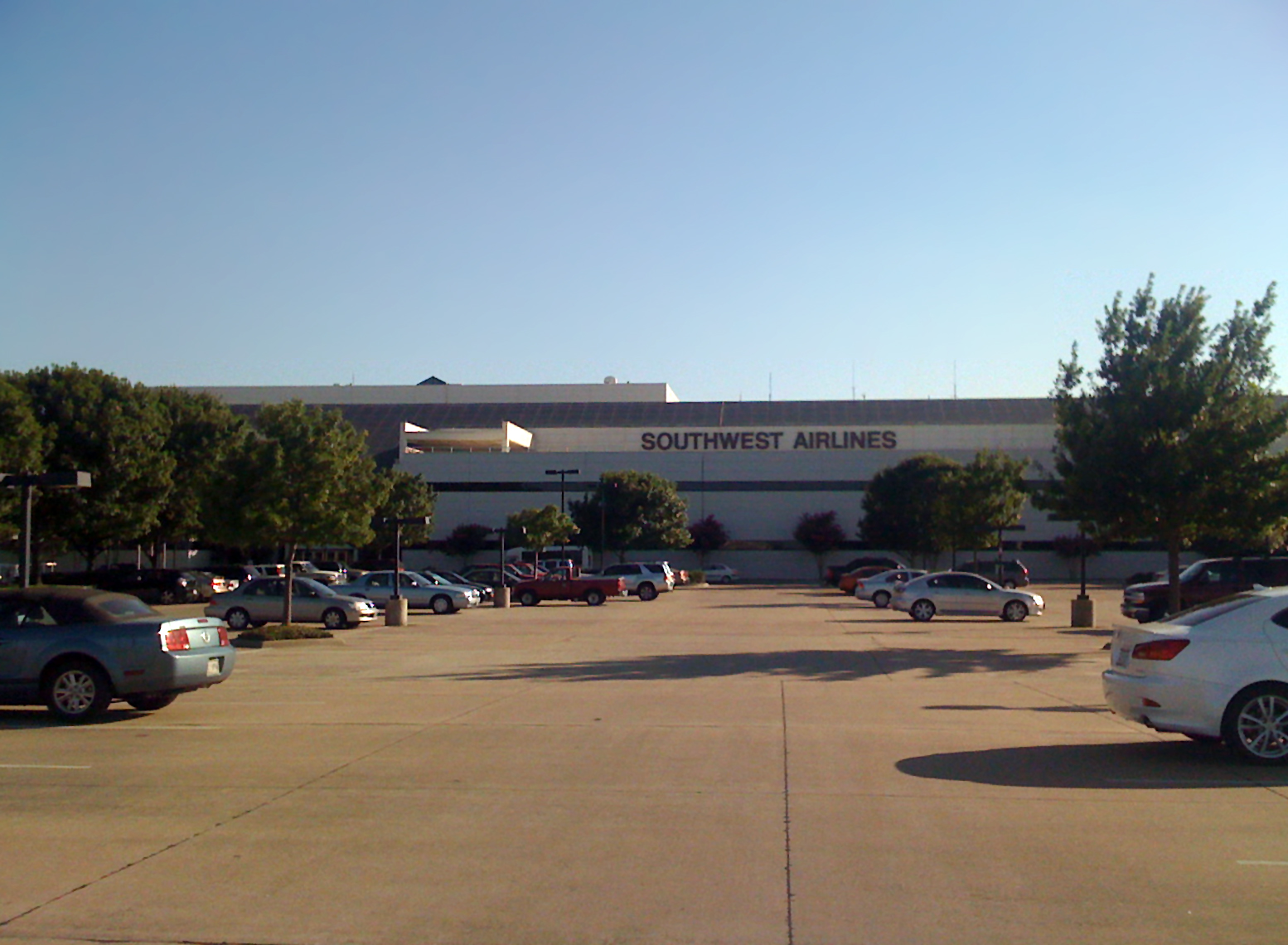
Siège social de Southwest Airlines à Dallas.
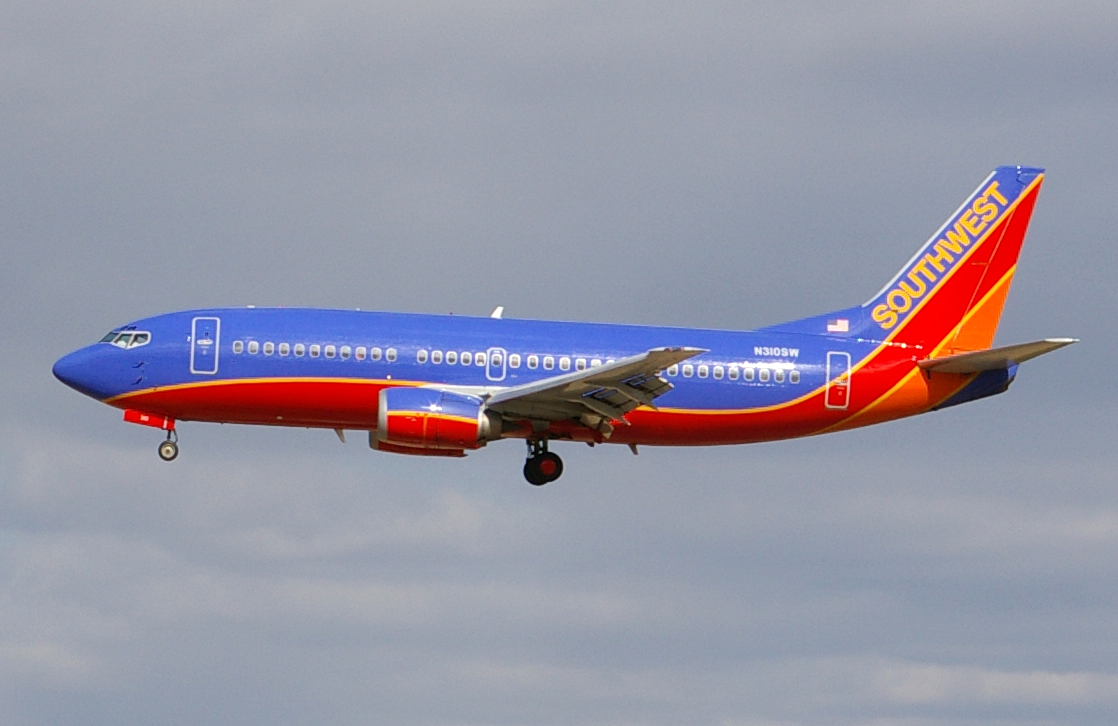
Boeing 737-300 à BWI.
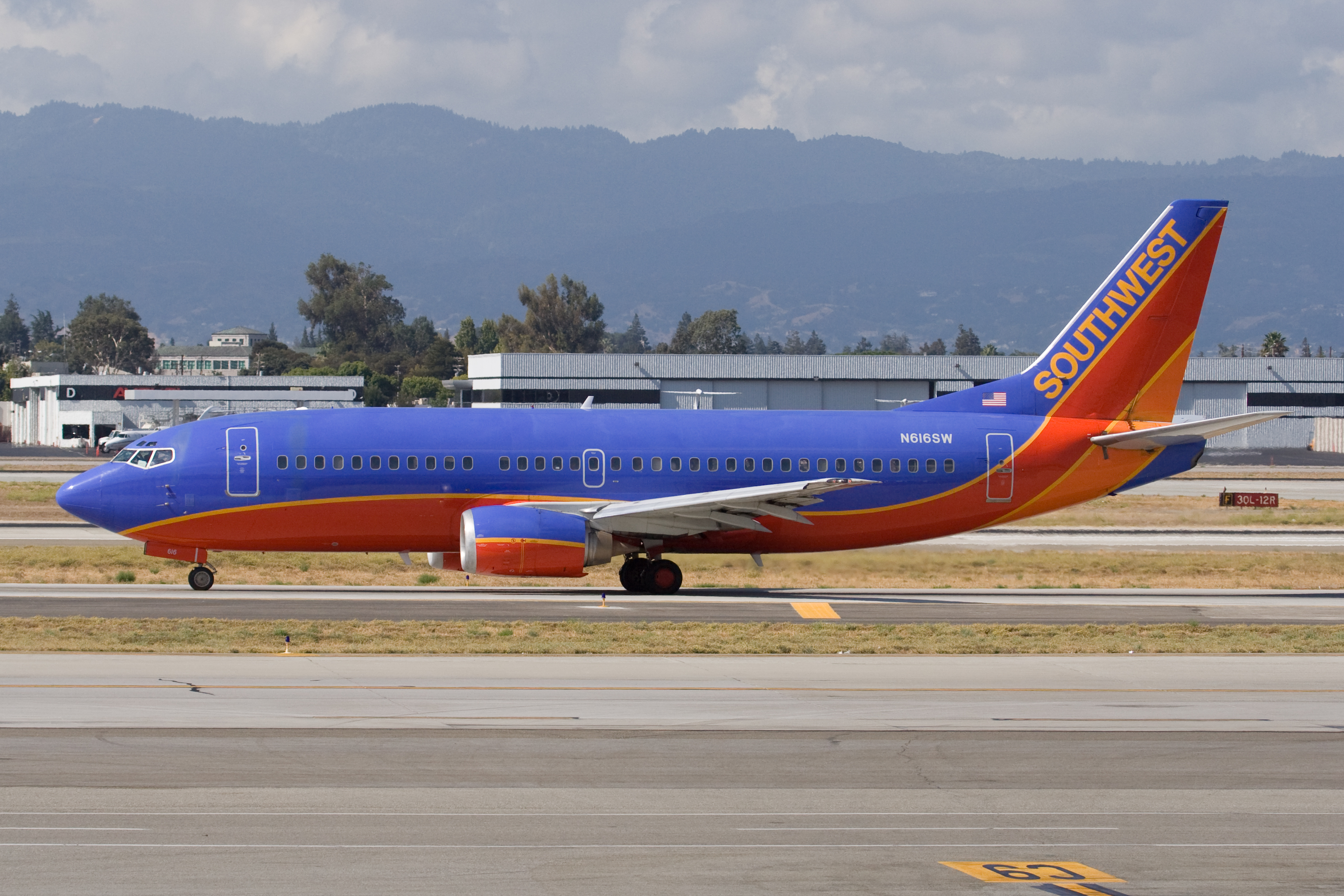
Boeing 737-300 à SJC.
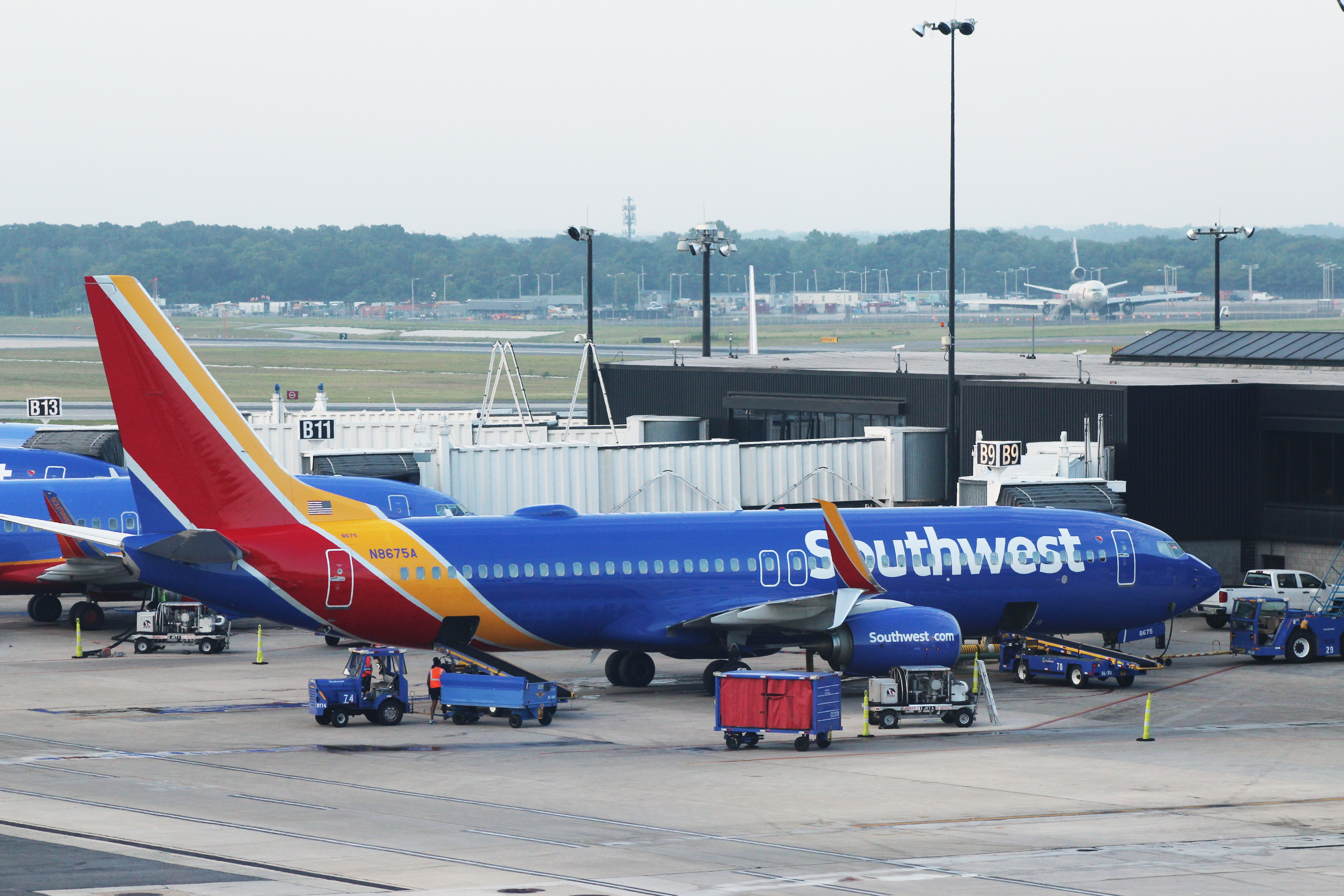
Boeing 737-800 avec la nouvelle livrée.
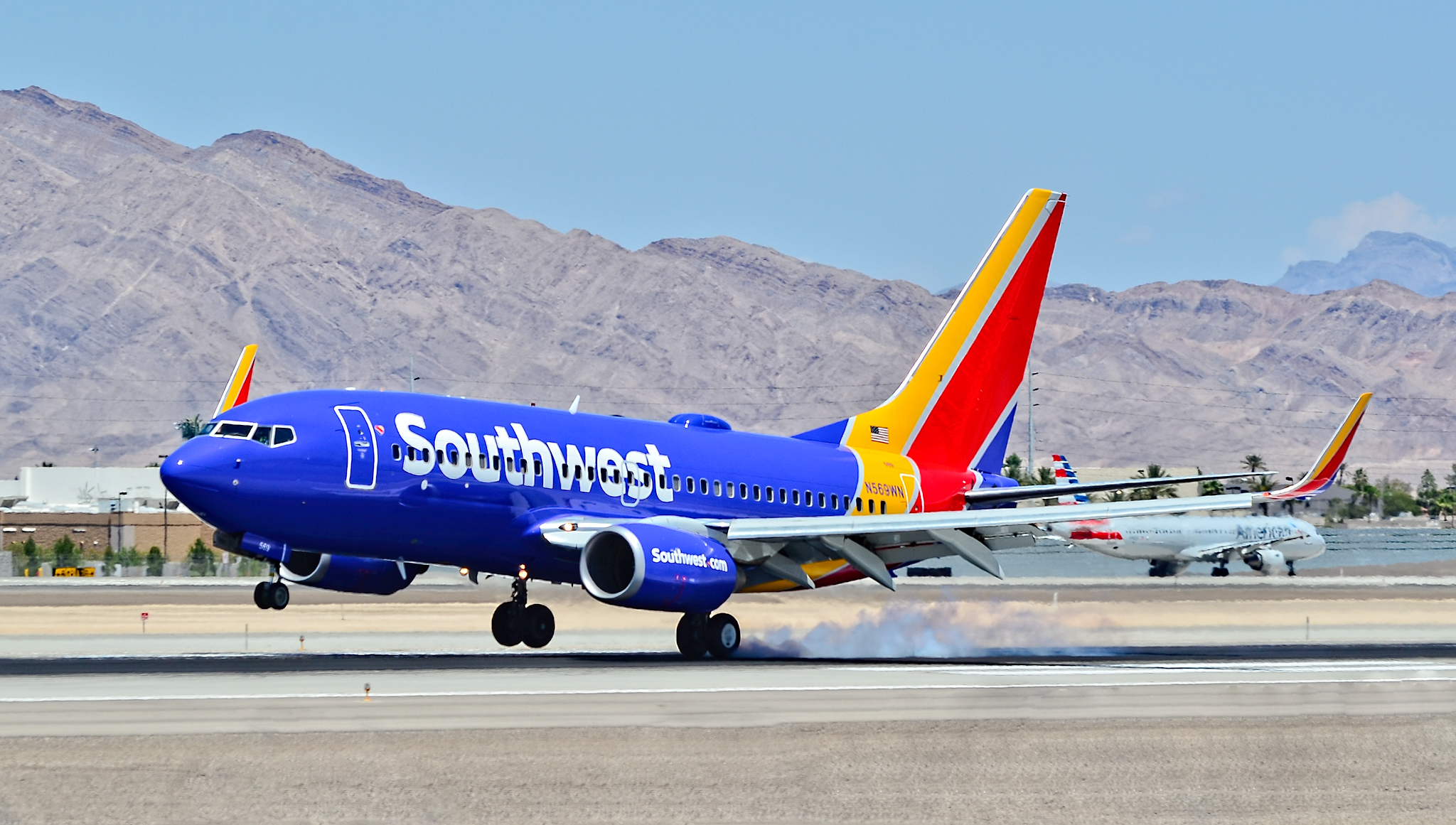
Boeing 737-7CT.